# Amorbogen

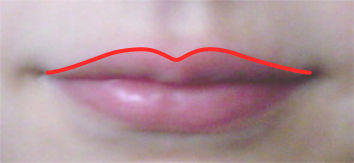
Amorbogen

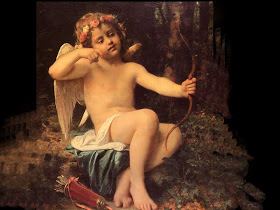
Amor mit Bogen

Der Amorbogen, synonym auch Kupidobogen oder Cupidbogen genannt, ist die bogenförmige Grenzlinie des Oberlippenrots; dazu zählt auch der untere Abschluss des Philtrums, welcher gewissermaßen der „Griff“ des Bogens ist. Der Name beruht auf der Formähnlichkeit zu der Jagdwaffe Bogen; da die Lippe eine erogene Zone ist, ging eine Verbindung zu den römischen Göttern Amor – der Liebe – oder Cupido, der  Gott der Sehnsucht und des Verlangens (beide die römische Entsprechung zum griechischen Gott Eros) in den Namen ein. In der Mythologie heißt es, dass der kleine Amor nur einen Bogen zum Spielen hatte, aber keine Pfeile, bis seine Mutter Venus ihm kleine Pfeile besorgte. Sie tauchte vorher die Pfeilspitzen in Honig, damit niemand verletzt würde. Amor tauchte sie noch in Galle, bevor er seine Pfeile in die Herzen der Menschen schoss. So kam es, dass die Liebe süß und bitter ist.
Man unterscheidet die Formen der spitz zulaufenden V-förmigen Kupidoschwinge und des abgerundeten U-förmigen Kupidobogens. Bei verschiedenen Fehlbildungen – beispielsweise durch das fetale Alkoholsyndrom – kann der Amorbogen fehlen.